# Беккер, Мэри Иосифовна
Мэри Иосифовна Беккер (20 марта 1920, Петроград — 4 февраля 2010, Санкт-Петербург) — российский литературовед, критик, переводчица с английского, немецкого и венгерского языков. 
Родилась в семье советского писателя, искусствоведа и журналиста Иосифа Исааковича Беккера. Первый переводческий опыт Мэри Беккер получила ещё в детстве, когда перевела повести Эриха Кестнера для сверстников.
Свою кандидатскую диссертацию Мэри Беккер посвятила американской негритянской литературе. В 1957 г. выходит её книга «Прогрессивная негритянская литература США». По поручению Беккер начал свою переводческую карьеру Владимир Британишский, один из его первых переводов (из Лэнгстона Хьюза) усилиями Беккер был опубликован в журнале «Звезда».
В дальнейшем переводила с английского языка произведения Джонатана Свифта, Чарльза Диккенса, Эдгара Аллана По, Уильяма Фолкнера, Лауры Инглз Уайлдер, Томаса Харди, Марка Твена, Джона Голсуорси, Редьярда Киплинга, Фланнери О’Коннор, О. Генри, Джона Апдайка, Френсиса Брет Гарта, Джона Фаулза и многих других авторов. В общей сложности опубликовано более шестидесяти её переводов. Вершиной переводческой работы Беккер считается роман Фолкнера «Авессалом, Авессалом!» .
В начале Великой Отечественной войны вместе со студентами Ленинградского государственного университета Мэри Беккер была эвакуирована в Саратов, а её родители оставались в осаждённом Ленинграде. Вскоре она отправилась на фронт в качестве добровольца и прошла всю войну, работая переводчицей в штабе Волховского фронта. Участвовала в освобождении Новгорода .
Более тридцати лет Мэри Беккер работала в основном «в стол», не имея возможности публиковать переводы. Ситуация изменилась с началом перестройки, когда переводы оказались очень востребованы и регулярно публиковались.
Дружила и вела переписку с многими отечественными и зарубежными исследователями, в том числе с Ефимом Эткиндом, Львом Копелевым, Норой Галь и многими другими.

## Награды
- Медаль «За оборону Советского Заполярья» (05.12.1944)[3]
- Орден Красной Звезды (19.04.1945)[3]
- Медаль «За победу над Германией в Великой Отечественной войне 1941—1945 гг.» (09.05.1945)[3]

## Сочинения
- Беккер М. И. Прогрессивная негритянская литература США: Литературная критика. — Л. : Сов. писатель, 1957. — 233 с.